# (13942) Shiratakihime
(13942) Shiratakihime est un astéroïde de la ceinture principale.

## Description
(13942) Shiratakihime est un astéroïde de la ceinture principale. Il fut découvert le 2 novembre 1989 à Kitami par Kin Endate et Kazuro Watanabe. Il présente une orbite caractérisée par un demi-grand axe de 2,66 UA, une excentricité de 0,19 et une inclinaison de 14,1° par rapport à l'écliptique.

## Compléments